# 29 Batalion Saperów (1939)

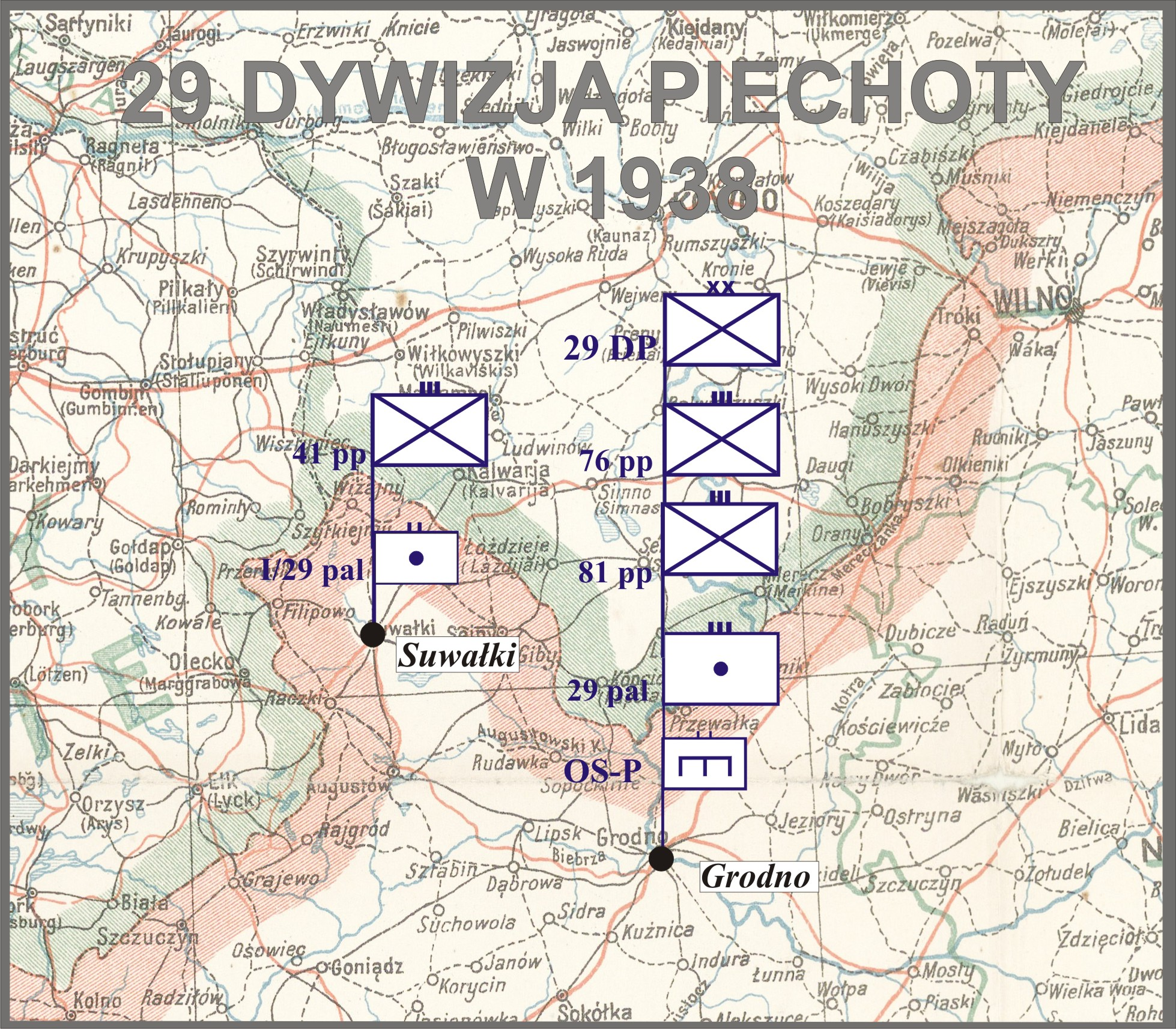
29 DP w 1938

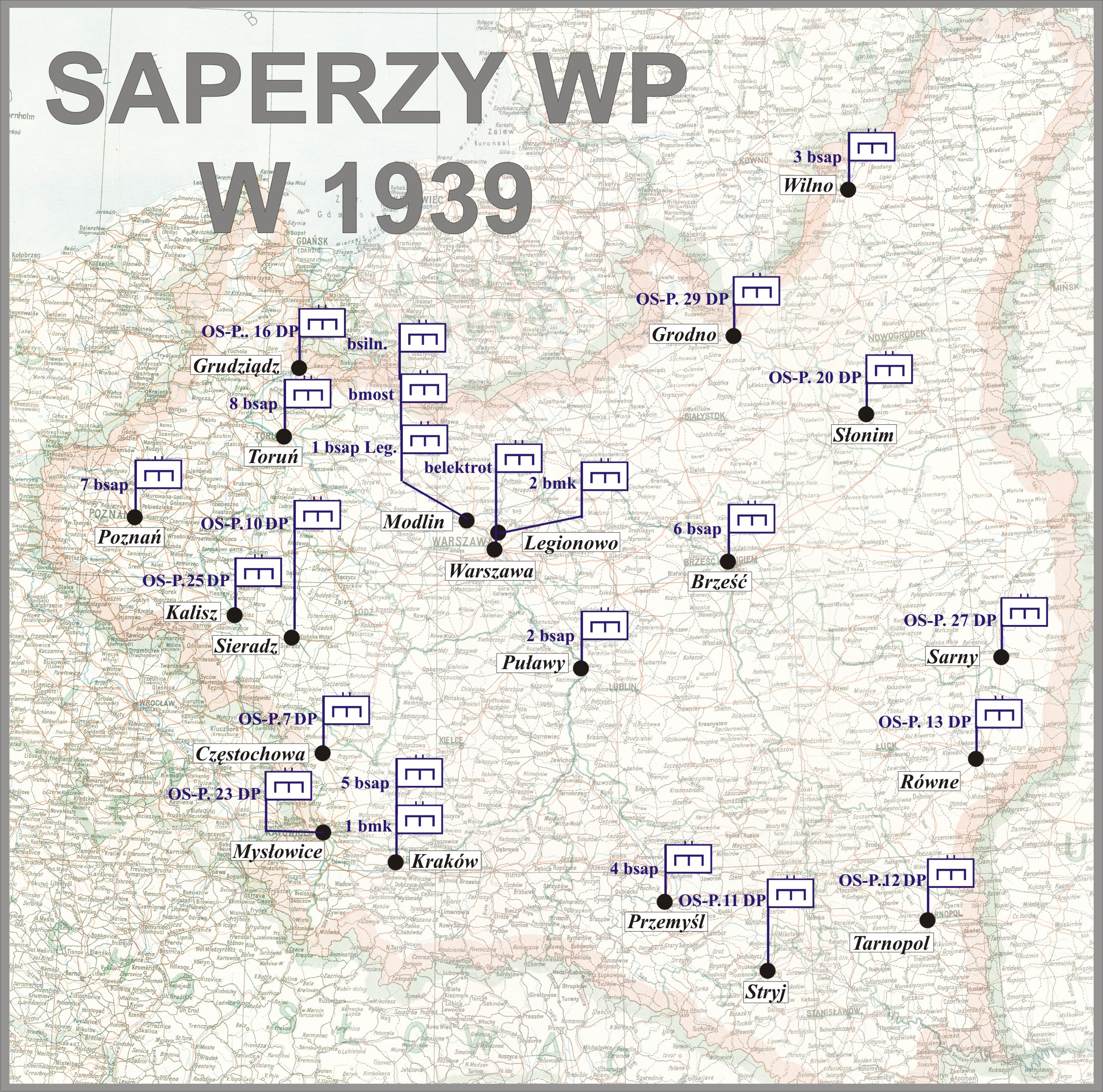
Jednostki saperskie WP w 1939

29 batalion saperów (29 bsap) – oddział saperów Wojska Polskiego II RP.
Batalion nie występował w pokojowej organizacji wojska. 12 sierpnia 1939 Ośrodek Sapersko-Pionierski 29 Dywizji Piechoty sformował batalion saperów dla 29 Dywizji Piechoty.

## Ośrodek Sapersko-Pionierski 29 Dywizji Piechoty
Ośrodek stacjonował w Grodnie.
Organizacja i obsada personalna ośrodka
Organizacja i obsada personalna ośrodka w marcu 1939 roku:
- dowódca ośrodka – mjr Ożóg Eugeniusz
- zastępca dowódcy – kpt. Wyrzykowski Tadeusz (*)[b]
- adiutant – kpt. Peksa Władysław
- oficer materiałowy – kpt. Wyrzykowski Tadeusz (*)[b]
- oficer mobilizacyjny – por. Członkowski Zygmunt (*)[b]
- dowódca kompanii saperów – por. Cetys Teodor
- dowódca plutonu – por. Członkowski Zygmunt (*)[b]
- dowódca plutonu – por. Jerzy Bromirski
- dowódca plutonu specjalnego – por. Stanisław Mierzwiński

## Struktura i obsada etatowa batalionu
Obsada personalna we wrześniu 1939:
Dowództwo batalionu:
dowódca – mjr Eugeniusz Ożóg
zastępca dowódcy – kpt. Tadeusz Wyrzykowski
adiutant – kpt. Władysław Peksa
oficer materiałowy – kpt. Tadeusz Wyrzykowski
oficer mobilizacyjny – por. Czesław Członkowski
- 1 kompania saperów – ppor. rez. Tadeusz Mierzwński
- 2 kompania saperów – ppor. rez. Janusz Berwiecki
- 3 zmotoryzowana kompania saperów – por. Teodor Cetys
- kolumna saperska – ppor. rez. Maciej Laskowski
- kolumna pontonowa – ppor. rez. Konstanty Haller
- dowódca plutonu – por. Czesław Członkowski
- ppor. sap. rez. Antoni ndrzej Danowski 7 IX 1939 kontuzjowany, †1940 Charków[7]